# 5369 Virgiugum
Az 5369 Virgiugum (ideiglenes jelöléssel 1985 SE1) a Naprendszer kisbolygóövében található aszteroida. Paul Wild fedezte fel 1985. szeptember 22-én.